# Lossa
Lossa, de son vrai nom Adel Larabi, né le 23 février 2004 à Limoges, est un chanteur français.

## Biographie
Larabi naît le 23 février 2004 à Limoges.

## Discographie

### Singles
- 2022 : Rêves
- 2022 : Shy
- 2023 : Tout en haut
- 2023 : DM (feat. Krjo)
- 2023 : Shy 2
- 2024 : Cette vie-là (feat. Zedka et Vybe)
- 2024: MIMI (feat. Leto)

### Apparitions
- 2023 : Petit génie (de Jungeli feat. Lossa, Abou Debeing, Alonzo et Imen Es) Platine[3]
- 2023 : À quoi ça sert (de DJ Kawest feat. Lossa)
- 2024 : Loco (de Gims feat. Lossa)  Platine[3]
- 2024 : Jamais (de Jaymax feat. Lossa)
- 2024 : Espoir (de Davy One feat. Lossa)
- 2024: Location (de La Fouine feat. Lossa & KLN)
- 2024: Gatement (de Serge Ibaka feat. Lossa)
- 2025 : Faut laisser (de DJ Leska feat. Lossa, Vegedream et Dr Yaro)

## Distinctions
| Année | Prix             | Catégorie                                                              | Travail nommé | Résultat | Réf |
| ----- | ---------------- | ---------------------------------------------------------------------- | ------------- | -------- | --- |
| 2024  | Les Flammes      | La Flamme du morceau de musiques africaines ou d'inspiration africaine | Petit génie   | Lauréat  | ,   |
| 2024  | NRJ Music Awards | Social Hit                                                             | Petit génie   | Lauréat  |     |